# Salamander-Alkaloide

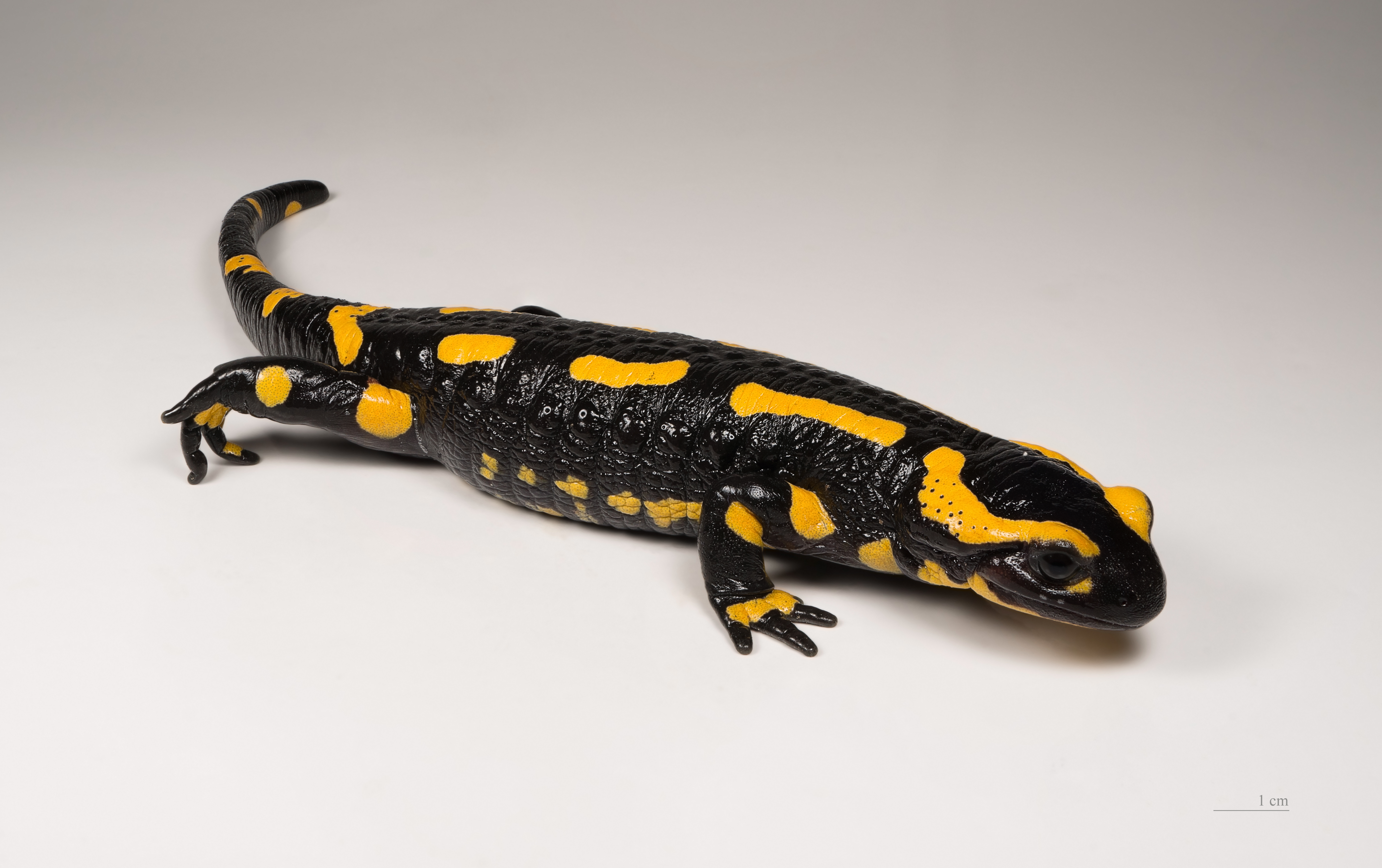
Feuersalamander (Salamandra salamandra)

Die Salamander-Alkaloide sind in der Natur vorkommende chemische Verbindungen aus der Gruppe der Alkaloide. Sie werden von Salamandern, wie dem Feuersalamander (Salamandra salamandra) oder dem Alpensalamander (Salamandra atra), als Abwehrstoffe gegen Prädatoren, Bakterien und Pilze aus Hautdrüsen abgesondert.

## Vertreter
Die Salamander-Alkaloide leiten sich strukturell vom 3-Aza-A-homo-5β-androstan ab, als sauerstofffreier Grundkörper wird Neosaman (C10H33N) angegeben. Zu der Gruppe, die derzeit elf Vertreter umfasst, gehören das Samandarin (C19H31NO2), dessen acetyliertes Analogon 16-O-Acetylsamandarin und die oxidierte Verbindung Samandaron (C19H29NO2, 16-Dehydrosamandarin). Weiterhin werden
Samanin (ohne die 1α,4α-Epoxy-Brücke),
Samandion (C19H29NO2),
Cycloneosamandion (C19H29NO2),
Samandaridin (C21H31NO3)
und
Samanderon (C22H31NO2)
zu den Salamander-Alkaloiden gezählt.

Samandarin
Samandaridin

## Biosynthese
Die biogenetische Ausgangssubstanz für die Entstehung des Androstan-Systems ist das Cholesterol, als Stickstoffquelle des N-Atoms dient Glutamin. Die Biosynthese der Salamander-Alkaloide setzt im Feuersalamander im Verlauf der Metamorphose ein.

## Wirkung
Samandarin zeigt beim Menschen atemhemmende Wirkung, führt zu Bluthochdruck, Herzrhythmusstörungen und Hämolyse. Es ist als Lokalanästhetikum stark wirksam, jedoch für medizinische Anwendungen aufgrund der hohen Toxizität ungeeignet.